# Kombu

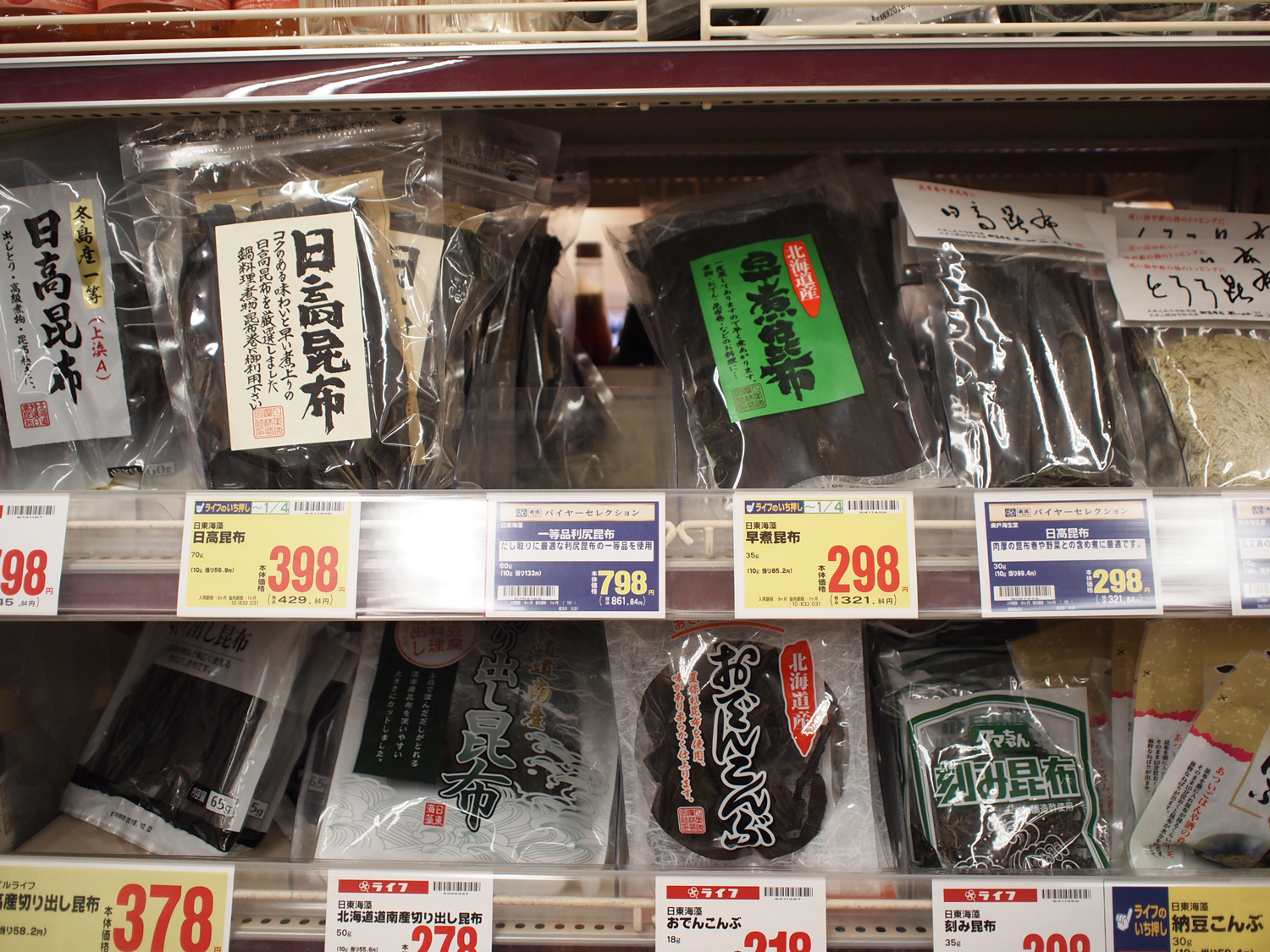
Sušené kombu na pultu v japonském supermarketu

Kombu (japonsky 昆布, konbu či kombu, (čínsky 海帶, chaj-taj /pchin-jin haidai/, korejsky 다시마,  tasima) je jedlá mořská řasa převážně řádu Laminariales, která se hodně pojídá ve východní Asii. Ve srovnání s jinými jedlými mořskými řasami má mnohem vyšší obsah jódu. 
Kelp se objevuje ve stravě mnoha civilizací včetně čínské a islandské, nicméně největšími konzumenty těchto řas jsou Japonci, kteří je mají ve svém jídelníčku již přes 1500 let.

## Významné druhy
V čeledi Laminariaceae je asi osmnáct jedlých druhů řas, z nichž se většina, nikoli však všechny, nazývá kombu. Mnohé z nich patří do rodu čepelatka.
- Laminaria japonica (ma-kombu)
- Laminaria religiosa (hosome-kombu)
- Laminaria diabolica (oni-kombu)
- Laminaria ochotensis (riširi-kombu) – běžně se používá pro polévkové vývary
- Laminaria saccharina (karafuto-kombu) /česky čepelatka cukrová/ – obsahuje cukr mannitol a je považována za sladší
- Laminaria angustata či Saccharina angustata (micuiši-kombu) – běžně se používá k přípravě polévek daši
- Laminaria longissima (naga-kombu)
- Laminaria coriacea (gaggara-kombu)
- Kjellmaniella sculpera či Saccharina sculpera (gagome-kombu)
- Laminaria longipedalis či Saccharina longipedalis (enaga-kombu)
- Saccharina gyrata či Kjellmaniella gyrata (tororo-kombu)
- Laminaria cichorioides či Saccharina cichorioides (čidžimi-kombu)
- Arthrothamnus bifidus (nekoaši-kombu)

čepelatky s českým názvem
- čepelatka cukrová (Laminaria saccharina)
- čepelatka jedlá (Alaria esculenta)
- čepelatka prstnatá (Laminaria digitata)

## Umami
Pojem umami coby pátou základní chuť poprvé vědecky vymezil japonský chemik Kikunae Ikeda v roce 1907 při svých pokusech s řasou kombu. Zjistil, že za chutnost vývaru daši zhotoveného z řas kombu je zodpovědná kyselina glutamová a že tato chuť je odlišná od sladké, kyselé, hořké či slané. Ikeda nazval nově objevenou chuť umami (うま味), což v překladu znamená „příjemná chuť“. Vyšel přitom z japonského slova umai (うまい), „lahodný“. Rok nato se mu podařilo objevit a extrahovat látku, jež ji vyvolává, glutaman sodný).
Od 60. let 20. století se sušené řasy kombu vyvážejí z Japonska do celé řady zemí. Zpočátku se daly koupit jen v asijských, zejména japonských obchodech a restauracích, dnes je lze nalézt i v supermarketech či v obchodech se zdravou výživou.

## Japonská kuchyně
V Japonsku se řasa kombu používá k výrobě více než 300 potravinářských produktů. Jedná se zejména o různá ochucovadla a čaje, neboť je známa tím, že zvýrazňuje chuť. Kombu je ceněná hlavně pro svůj obsah minerálů, mezi něž patří především vápník, chlorid sodný a jód.
Řasa kombu se prodává sušená (daši konbu) nebo naložená v octě (su konbu) anebo jako sušené kousky (oboro konbu, tororo konbu či širaga konbu). Je rovněž možné ji konzumovat čerstvou v sašimi.
V japonské kuchyni se kombu hojně používá jako jedna ze tří hlavních přísad potřebných k přípravě polévkového vývaru daši. Vývar zvaný konbu daši se připravuje tak, že se do studené vody vloží sušená řasa kombu v celku nebo rozemletá na prášek a zahřívá se téměř k varu. Změklá řasa se po uvaření běžně konzumuje nebo se nakrájí na plátky a používá se k přípravě pokrmu cukudani, který se vaří v sójové omáčce a v rýžovém víně mirin.
Kombu se může nakládat do sladkokyselého nálevu, nakrájená na malé, asi 5 nebo 6 cm dlouhé a 2 cm široké proužky. Ty se často pojídají jako zákusek se zeleným čajem. Nakládané kombu se mnohdy přidává při vaření fazolí, neboť prý zlepšuje jejich stravitelnost a dodává jim další živiny.
Kombu se rovněž používá k přípravě koření na rýži, z níž se má připravit suši.

### Kombu versus kombucha
Konbu-ča nebo kobu-ča (昆布茶) je čaj připravený louhováním kombu v horké vodě. To, čemu se ve světě i u nás říká kombucha, tedy lehce perlivý fermentovaný nápoj vzniklý z oslazeného černého nebo zeleného čaje, který je užíván jako funkční potravina a k jehož fermentaci se užívá symbiotická kolonie bakterií a kvasinek, není kombu. Tento nápoj se v Japonsku nazývá kóča kinoko.

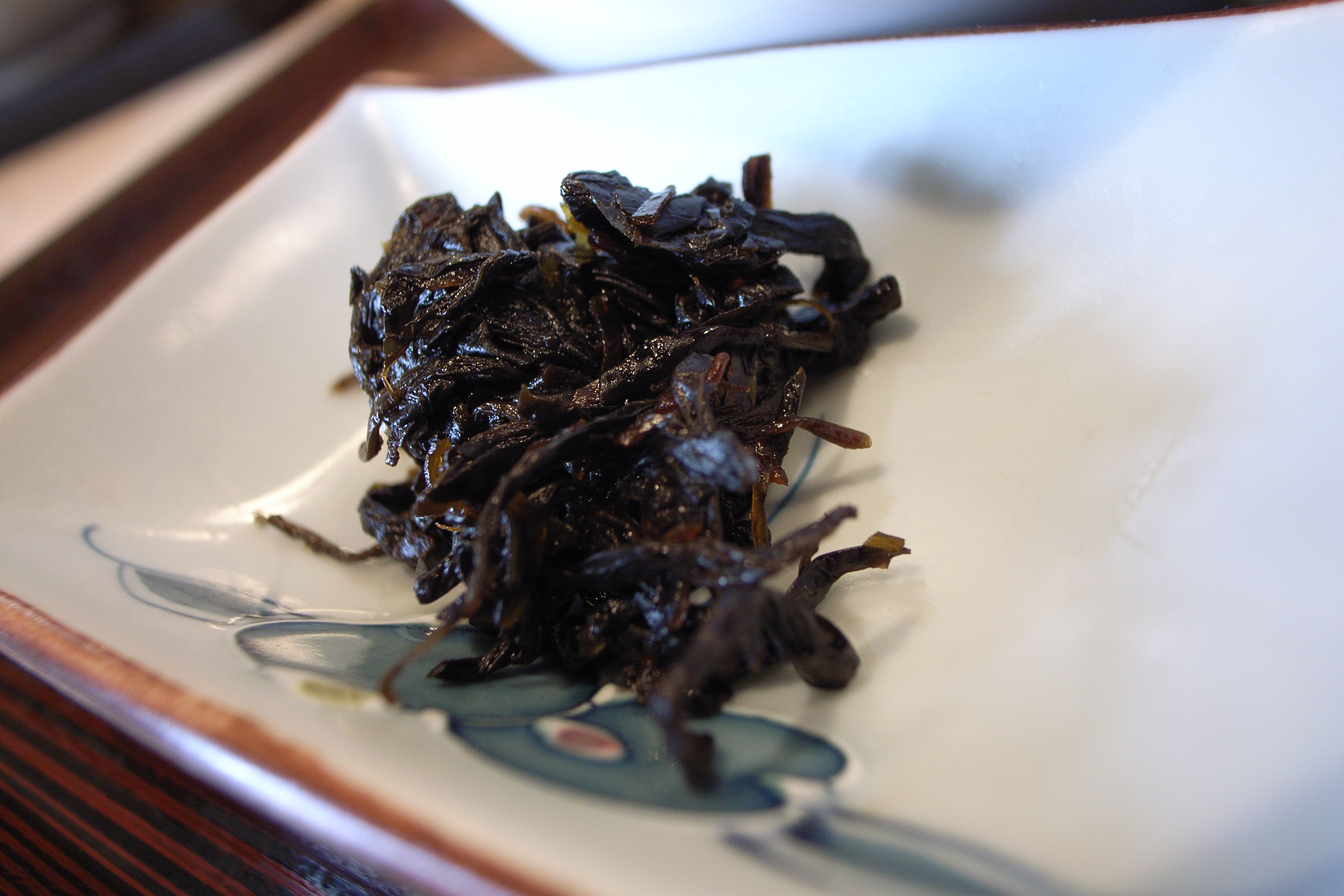
Porce cukudani připraveného z kombu
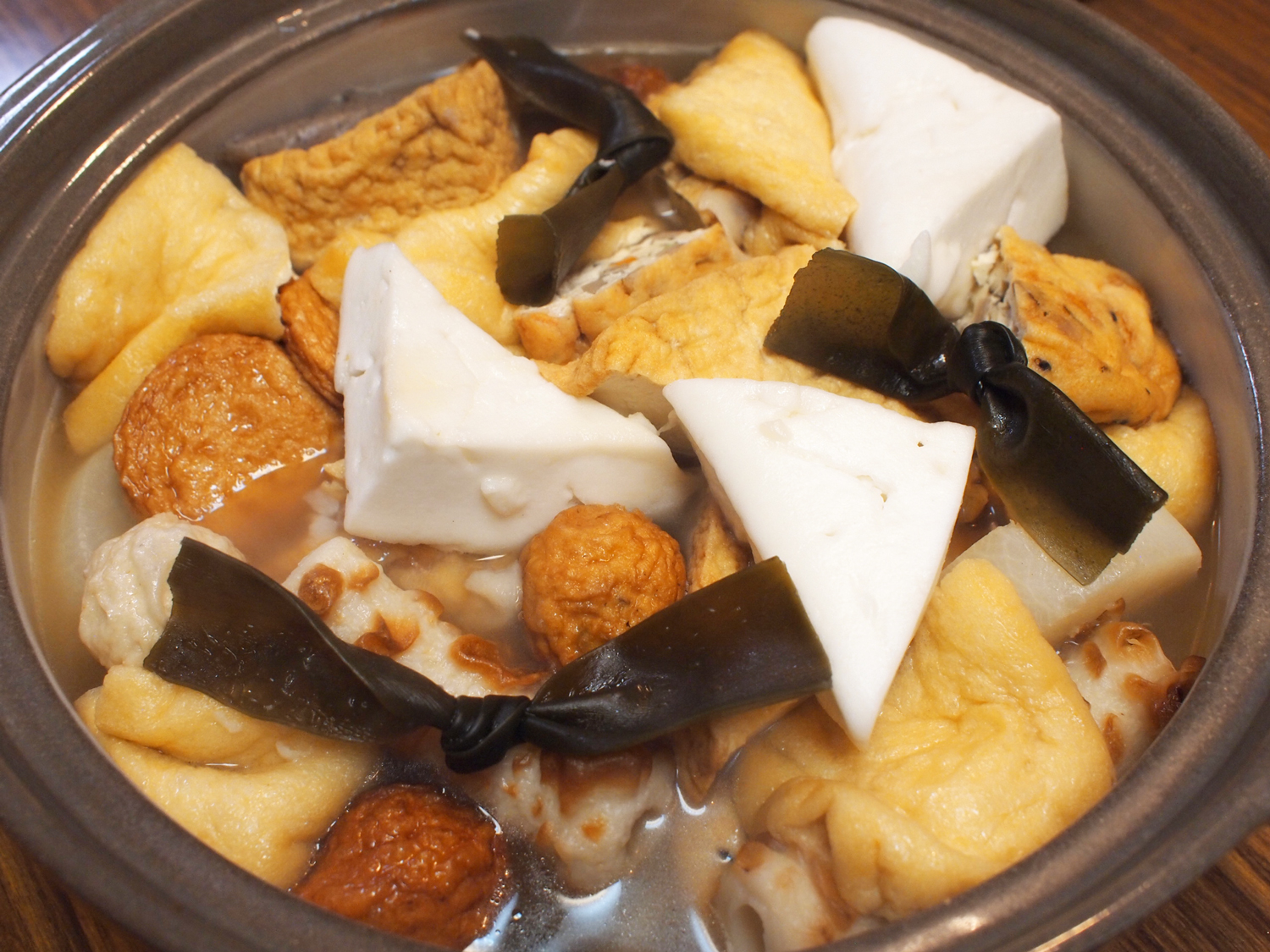
Kombu jako součást odenu
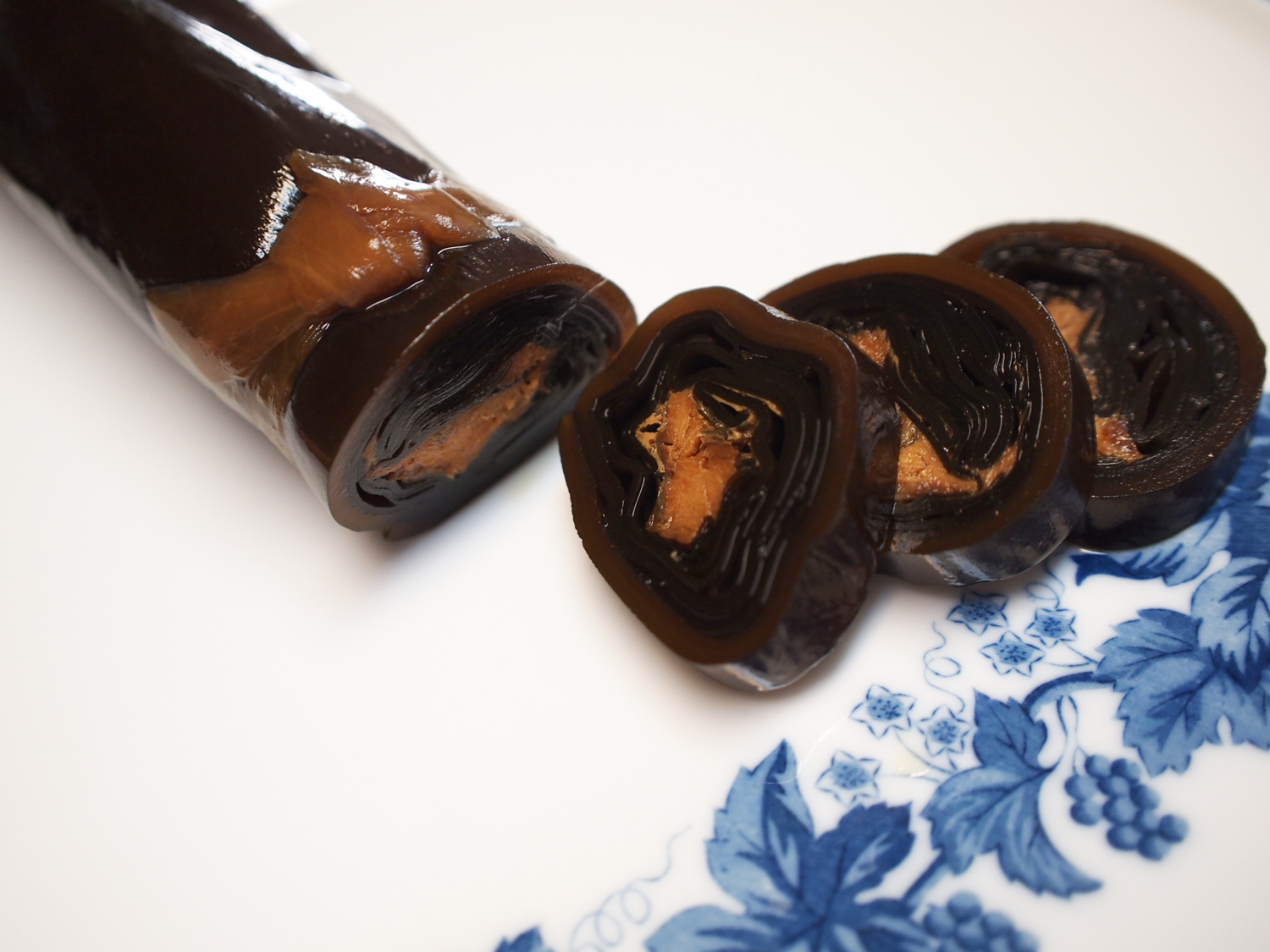
Kobumaki neboli rolka z kombu. Náplň tvoří obvykle ryba, například sleď.
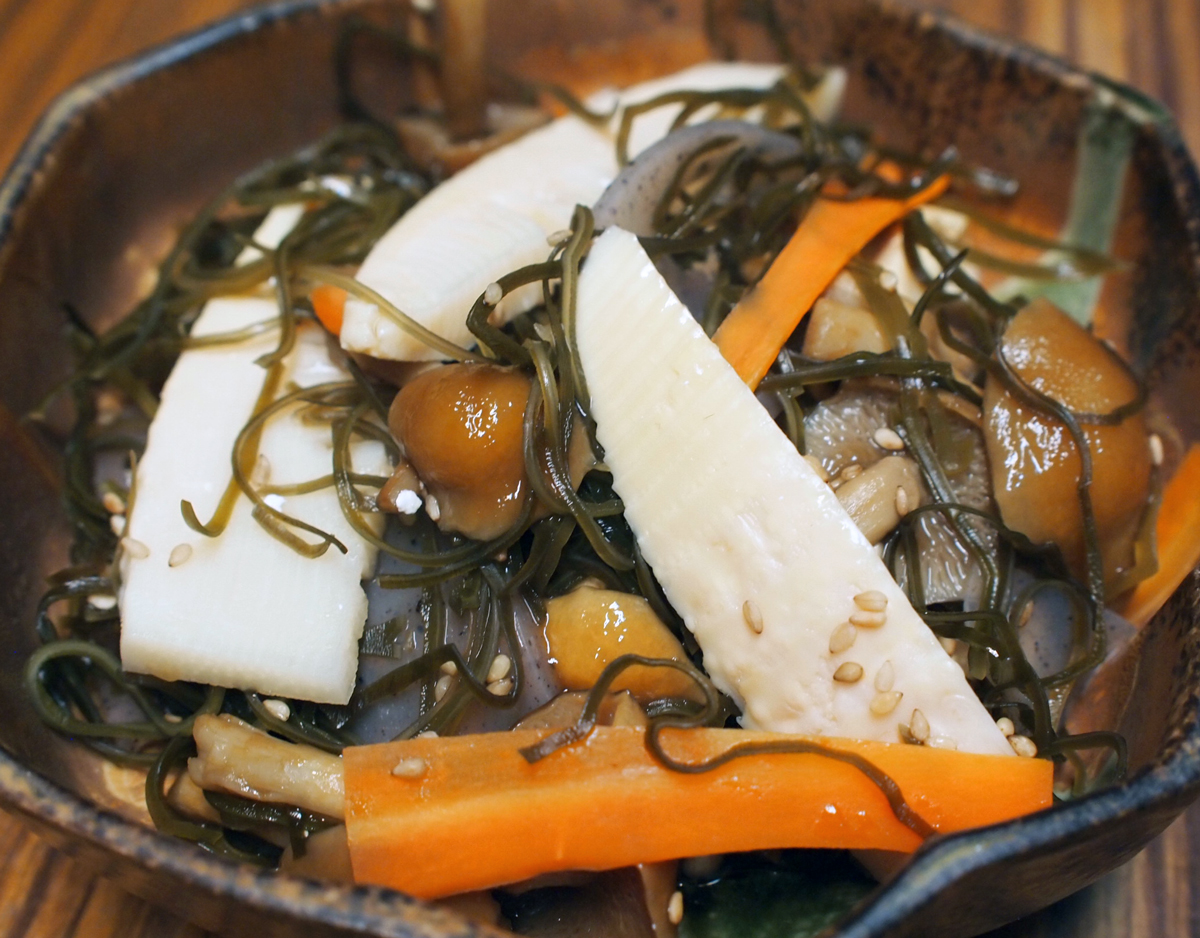
Vařený pokrm nimono s kombu
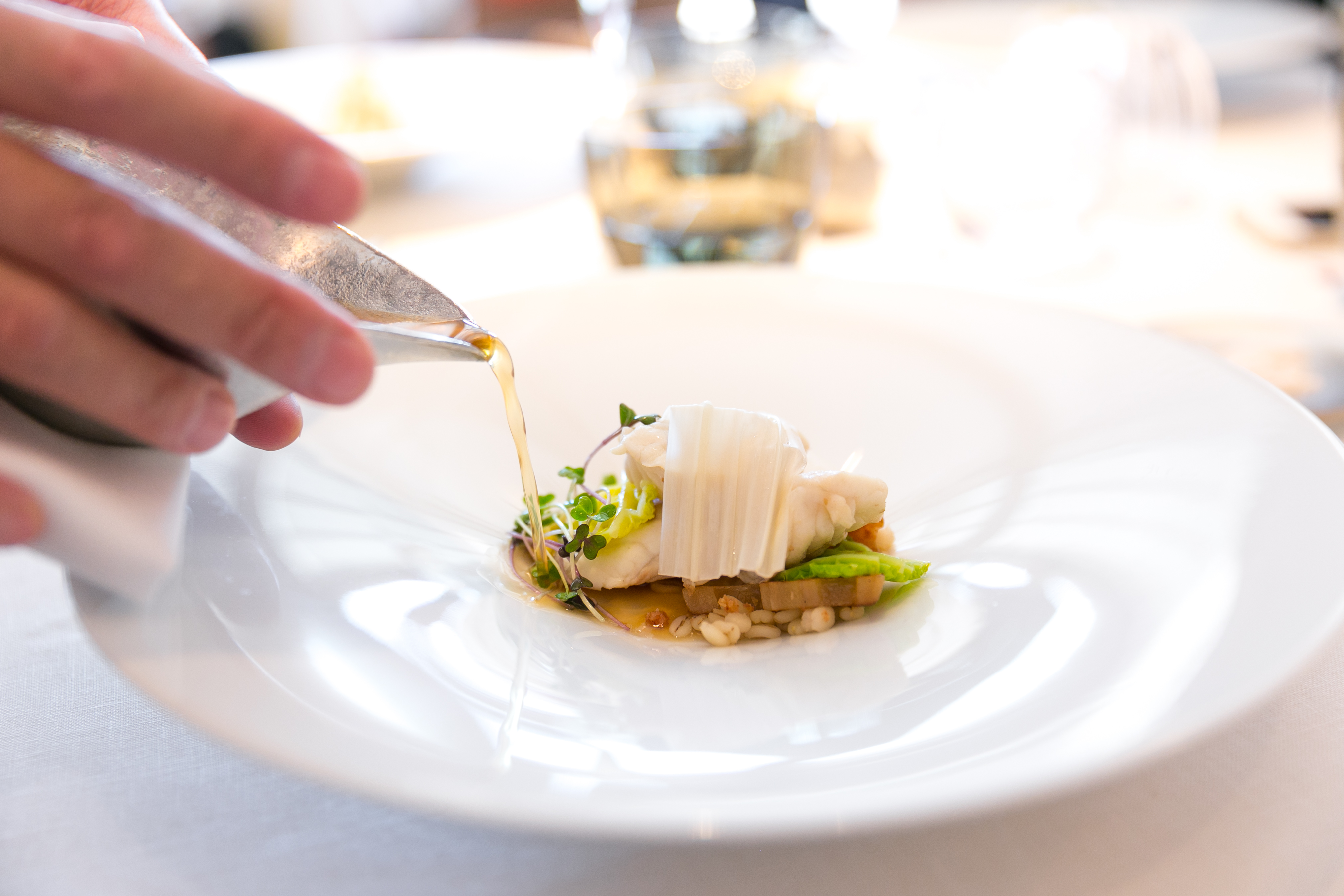
Fugu se zelím, polévka z vepřového masa, kombu daši

## Výživa a účinky na zdraví
Řasa kombu je dobrým zdrojem kyseliny glutamové, aminokyseliny, která je zodpovědná za chuť umami. Kromě kombu poskytuje kyselinu glutamovou nebo glutamáty několik dalších potravin.
Kombu obsahuje nesmírně vysoké množství jódu, který je nezbytný pro normální růst a vývoj. Díky svému vysokému obsahu však může v kombu způsobit předávkování. Právě vysokému obsahu jódu v kombu byly dávány za vinu problémy se štítnou žlázou po vypití velkého množství sójového mléka, v němž bylo kombu jako přísada.
Je rovněž zdrojem vlákniny. Řasy včetně kombu obsahují také množství enzymů, jež rozkládají složité cukry, které jsou běžně pro lidské střevo nestravitelné (proto způsobují větry). Kombu rovněž obsahuje dobře prozkoumané enzymy alfa-galaktosidáza a beta-galaktosidáza.

## Biopalivo
Geneticky upravené střevní bakterie Escherichia coli dokážou trávit kombu na etanol, což z ní dělá možný levný zdroj mořského biopaliva.